# Children of the Corn (téléfilm)
Série Les Démons du maïs
Les Démons du maïs 7
(2001) Children of the Corn: Genesis
(2011)
Pour plus de détails, voir Fiche technique et Distribution.
Children of the Corn est un téléfilm américain de Donald P. Borchers diffusé le 26 septembre 2009 sur Syfy. C'est une nouvelle adaptation de la nouvelle de Stephen King Les Enfants du maïs après le film Les Démons du maïs (1984).

## Synopsis
1963. Les enfants de Gatlin, Nebraska, tuent tous les habitants de plus de 19 ans sur les conseils d'un jeune garçon qui fonde un culte religieux dédié à une divinité du maïs. Douze ans plus tard, Burt et Vicky, un couple qui se dispute continuellement, heurtent un jeune garçon sur la route près de Gatlin et s'aperçoivent que sa gorge a été tranchée. Ils mettent le corps dans le coffre et arrivent dans une ville déserte, surveillés par Isaac, 9 ans, l'actuel leader du culte, et Malachai, 18 ans, son bras droit.

## Fiche technique
- Réalisation : Donald P. Borchers
- Scénario : Donald P. Borchers, d'après la nouvelle Les Enfants du maïs de Stephen King
- Photographie : Jamie Thompson
- Montage : Danny Saphire
- Musique : Jonathan Elias
- Société de production : Children of the Corn Productions, Planet Productions
- Genre : horreur
- Durée : 92 minutes
- Date de la première diffusion :
  -  États-Unis : 26 septembre 2009 sur Syfy
- interdit aux moins de 12 ans

## Distribution
- David Anders (VF : Damien Boisseau) : Burt
- Kandyse McClure (VF : Dorothée Pousséo) : Vicky
- Daniel Newman (VF : Brice Ournac) : Malachai
- Preston Bailey (VF : Galia Prate) : Isaac
- Alexa Nikolas : Ruth

## Accueil critique
Cédric Delelée, de Mad Movies, estime que cette adaptation est « plus fidèle à la nouvelle de King » que le film de 1984 mais lui est néanmoins inférieure, « la faute à une volonté déplacée de vouloir privilégier l'action à tout prix au détriment de l'atmosphère et de la caractérisation des personnages ». R.L. Shaffer, d'IGN, lui donne la note de 3/10, estimant que tous les acteurs à l'exception de David Anders délivrent des interprétations catastrophiques et que le film n'arrive jamais à être effrayant.